# ماکس مولر

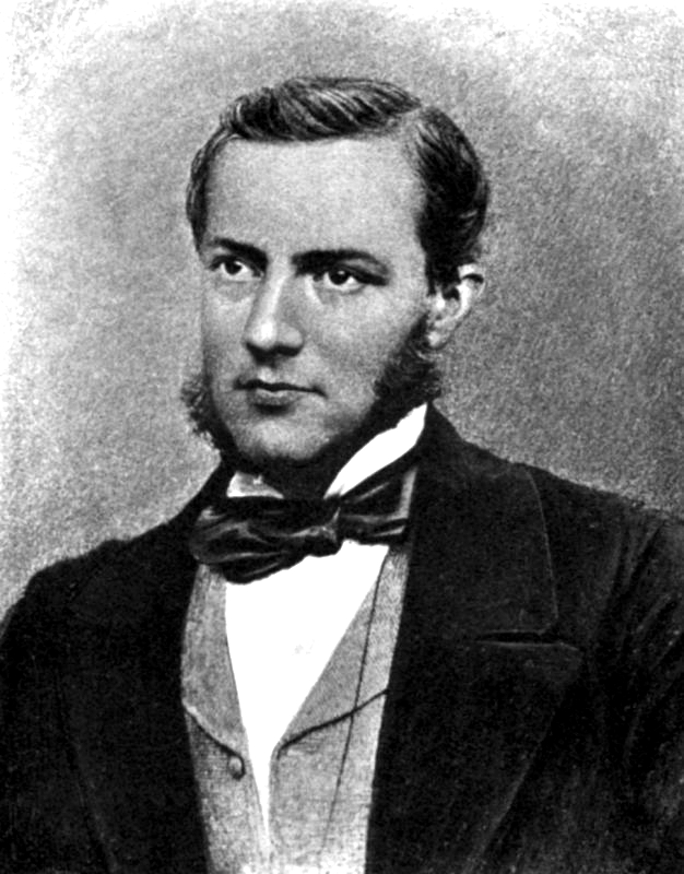
ماکس مولر در جوانی

فریدریش ماکس مولر (به آلمانی: Friedrich Max Müller) (زادهٔ ۶ دسامبر ۱۸۲۳ – مرگ ۲۸ اکتبر ۱۹۰۰) زبان‌شناس و خاورشناس آلمانی بود. او یکی از پایه‌ریزان هندشناسی و پژوهش‌های تطبیقی و سنجشی آیین‌ها در دانشگاه‌های غربی بود. وی خانواده بزرگ زبان‌هایی که اندکی پیش از او برای نخستین بار در ۱۸۱۰ میلادی از سوی جغرافیدان دانمارکی کنراد مالت برون به نام هندوژرمنی نام گرفت _و اندکی پس از آن، با نام‌هایی جایگزین مانند هندواروپایی، یافثی، هندی-توتی، سانسکریتی، هندوسلتی، و آریا-اروپایی خوانده شده بود_ را خانواده زبانهای آریایی نامید. همچنین خانواده زبانی را که در آینده اورالی-آلتایی خواندند، خانواده زبانهای تورانی نام نهاد. او اثرهای پژوهشی و عمومی‌ای در زمینهٔ هندشناسی دارد و کتب مقدس مشرق‌زمین که در پنجاه جلد با راهبری او نوشته شد، از یادبودهای ارجمند پژوهشی عصر ویکتوریایی انگلستان است. در اوایل کار خود دیدگاه های قوی در مورد هند داشت و معتقد بود که باید توسط مسیحیت تغییر شکل دهد. بعدها، دیدگاه او ظریف تر شد و از ادبیات باستانی سانسکریت و به طور کلی هند حمایت کرد. او در طول زندگی حرفه ای خود درگیر جنجال های متعددی شد: متهم به ضد مسیحیت شد. او با تکامل داروینی مخالف بود و از تکامل خداباورانه حمایت می کرد. 

## زندگی و کارنامه
او در دساو زاده شد و فرزند ویلهلم مولر شاعر بود. مادرش آدلهایده مولر دختر بزرگ یک سیاست‌مدار بومی بود. در ۱۸۴۱ او به دانشگاه لایپزیگ رهسپارشد، در آنجا او که در آغاز شیفتهٔ موسیقی و شعر بود به فلسفه گرایید. در ۱۸۴۳ دکترایش را با رساله‌ای دربارهٔ اصول باروخ اسپینوزا دریافت داشت. او که گرایش و استعداد به زبان‌آموزی داشت زبان‌های یونانی، لاتین، عربی، پارسی و سانسکریت را آموخت. در ۱۸۴۴ برای مطالعه به نزد فریدریش شلینگ در برلین رفت. او آغاز به ترجمهٔ اوپانیشادها نمود و پژوهش‌های سانسکریتش را زیر نظر فراتنس بوپ — نخستین پژوهشگر روش‌مند زبان‌های هندواروپایی — پی‌گرفت. شلینگ مولر را از تاریخ زبان به تاریخ دین گرواند. در این زمان مولر نخستین کتابش را که ترجمهٔ آلمانی هیتوپادشا بود، به‌چاپ رساند.
در ۱۸۴۵ او به پاریس رفت تا آموزش سانسکریت را زیر نظر اوژن بورنوف پی‌گیرد. بورنوف او را به ترجمه ریگ‌ودا انگیزاند. در ۱۸۴۶ او برای خوانش متن‌های سانسکریت گردآوری‌شدهٔ کمپانی هند شرقی به انگلستان رفت. او در آغاز درونشدش به انگلستان نولی مبتکرانه به نام عشق آلمانی نوشت که در آن زمان محبوبیتی بسیار یافت و تکیه‌گاهی برای خودش شد. ارتباط او با کمپانی هند شرقی و سانسکریت‌شناسان انگلیسی باشنده در دانشگاه آکسفورد سبب زندیگش در آن کشور شد. در آن زمان هندوستان بخشی از امپراتوری بریتانیا بود و مولر نیز سرانجام در آن کشور تفسیرگر فرهنگ هندی گردید. او ارتباطاتی نیز با براهمو ساماج برقرارساخت. در ۱۸۵۱ او عضو کلیسای مسیح آکسفورد شد؛ در این زمان او یک سری از سخنرانی‌هایش را دربارهٔ زبانشناسی تطبیقی آغازیده بود. در ۱۸۵۴ او استاد زبانشناسی تطبیقی در دانشگاه آکسفورد شد. او در آینده استاد خداشناسی تطبیقی در دانشگاه آکسفورد شد.

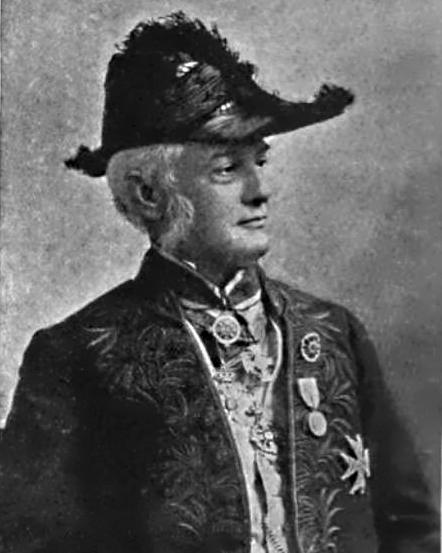
ماکس مولر در نزدیک به سال ۱۸۹۸او

 کوشید تا فلسفهٔ دین را قاعده‌مند کند چرا که در آن زمان پژوهشگران آلمانی از یکسو با آموزه‌های تاریخی انتقادی خود و از سوی دیگر با داروینیسم ایمان دینی با بحران رو در رو بود. او با اندیشه‌های داروینیسم میانهٔ خوبی نداشت.
پژوهش‌های مولر سبب جستجو برای یافتن رابطهٔ میان تکامل زبان با تکامل فرهنگ گردید. یافتن گروه زبان‌های هندواروپایی سبب‌شد تا همانندی‌های میان فرهنگ‌های یونانی-رومی را بیابند. چند می‌نمود که فرهنگ ودایی هندوستان ریشه و نیای فرهنگ کلاسیک اروپا باشد و پژوهشگران همسانی بنیادی میان زبان‌های اروپایی و آسیایی را بپژوهند تا به زبان ریشه‌ای نخستین دست یابند. چنین می‌نمود که سانسکریت که زبان وداهاست، نخستین زبان هندواروپایی باشد. موللر بیشتر زمان خود را صرف آموختن سانسکریت کرد و این کوشش وی را یکی از بزرگ‌ترین سانسکریت‌پژوهان تاریخ نمود. مولر بر این باور بود که آموزه‌های ودایی به آیین‌های کفرآمیز اروپایی انجامیده‌است.
ماکس موللر اثرگرفته از راماکریشنا پارامهانسا و فلسفهٔ وداییش بود. در نزد موللر آموختن زبان با آموزش فرهنگ پیوند داشت. او توسعهٔ زبانی را با باورهای مردمان منطبق می‌دانست. در آن زمان با اینکه متن‌های ودایی در غرب کمتر شناخته بودند با این همه گرایش به آشنایی با فلسفهٔ اوپانیشادها گسترش می‌یافت. او خدایان مردمان ودایی را با نیروهای طبیعی همسان می‌دید و فرهنگ ایشان را نیایش طبیعت می‌دانست. این خدایان خویشکاری‌هایی فراطبیعی در فرهنگ ودایی می‌داشتند. مولر بر این باور بود که اسطوره‌ها انتقال آنچه وجود داشته و داستان‌ها هستند. به دید او خدایان برای بیان باورهای انتزاعی پدید آمده‌اند ولی در سیر انتقالی به اسطوره‌های به شخصیت‌هایی خیالی دگرش یافته‌اند. برای نمونه پدرخدای هندواروپایی را به نام‌های گوناگون زئوس، ژوپیتر، دیائوس پیتا پدیدار می‌گردد. از دید موللر همهٔ این نام‌ها به یک نام می‌رسید؛ دیائوس؛ که از آن هم معنای درخشندگی یا درخشان برمی‌آید. از این نام نام‌های دیگر دوا، دئوس، تئوس، زئوس و ژوپیتر برمی‌آید که همگی از ساختار نخستین دئوس‌پاتر جداشده‌اند. در این راه تشبیهات و کنایه‌ها دارای شخصیت و جاندار می‌شوند. این جنبهٔ اندیشه‌های موللر همسانی بسیاری با دیدگاه‌های آیندهٔ نیچه داشت.

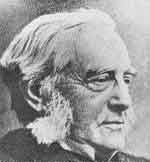
ماکس مولر در کهنسالی

 هر روی کارهای مولر سهم بسزایی در شکلگیری گرایش به فرهنگ آریایی در ضدیت با آیین‌های زبان‌های سامی داشت. این رویه در آینده به نژادگرایی می‌انجامید که البته این باور پسین از اندیشه‌های مولر دور بود.
در ۱۸۸۱ او نخستین ویرایش ترجمهٔ سنجش خرد ناب کانت را به چاپ رساند. او با شوپنهاور همداستان بود که این بهترین بیان از اندیشه‌های کانت است. او در این برگردان لغزش‌های بسیار ترجمه‌گران پیشین را تصحیح نموده بود.

## سخنرانی های گیفورد
در سال 1888، مولر به عنوان مدرس گیفورد در دانشگاه گلاسکو منصوب شد. سخنرانی‌های گیفورد اولین سخنرانی‌های سالانه بود که در چندین دانشگاه اسکاتلند برگزار می‌شد و تا به امروز ادامه دارد. مولر طی چهار سال چهار سری سخنرانی ارائه کرد.

### خانواده
همسر او جورجینا آدلید (مرگ به سال ۱۹۱۶) بود که نوشته‌های او را — که اکنون در کتابخانه بادلین آکسفورد نگهداری می‌شوند — مرتب نمود. پسر او ویلهلم ماکس مولر نیز از پژوهشگران بنام بود.

## آثار
نارایانا; مولر، ماکس (ed. & tr.) (1844). Hitopadesa: eine alte indische Fabelsammlung (به آلمانی). لیپزیگ: F. A. Brockhaus. OCLC 6679332.
مولر، مکس، ویرایش. (1858). کلاسیک های آلمانی از قرن چهارم تا نوزدهم. لندن: Longmans. OCLC 793718181.
مولر، ماکس (1859). تاریخ ادبیات باستانی سانسکریت. لندن: ویلیامز و نورگیت. OCLC 2994706.
مولر، ماکس (1866). سخنرانی در مورد علم زبان. لندن: Longmans, Green & Co. OCLC 1070792446.
مولر، ماکس؛ Bunsen, C. K. J. (1868-1875). تراشه های یک کارگاه آلمانی. London: Longmans, Green & Co. OCLC 700979941. 5 جلد.
مولر، ماکس (1870). درآمدی بر علم دین. لندن: Spottiswoode. OCLC 58972203.
مولر، ماکس (1878). سخنرانی درباره پیدایش و رشد دین. لندن: Longmans, Green & Co. OCLC 221232055.
مولر، ماکس (tr.) (1879-1884). اوپانیشادها آکسفورد: کلرندون چاپ. OCLC 1416388926.
کانت، امانوئل؛ مولر، ماکس (tr.) (1881). نقد عقل محض [Kritik der reinen Vernunft]. لندن: مک میلان. OCLC 1106845795.
مولر، ماکس (1883). هند: چه چیزی می تواند به ما بیاموزد؟ لندن: Longmans, Green & Co. OCLC 458768544.
مولر، ماکس (1884). مقالات بیوگرافی. لندن: Longmans, Green & Co. OCLC 251576949.
مولر، ماکس؛ مکدونل، آرتور آنتونی (1886). دستور زبان سانسکریت برای مبتدیان. لندن: Longmans, Green & Co. OCLC 156080873.
مولر، ماکس (1887). علم اندیشه. OCLC 1086677282. 2 جلد.
مولر، ماکس (1888). مطالعات بودیسم. OCLC 844556126.
مولر، ماکس (1888). بیوگرافی کلمات و خانه آریاها. لندن: Longmans, Green & Co. OCLC 876089311.
مولر، ماکس (1888). دین طبیعی سخنرانی های گیفورد لندن: Longmans, Green & Co. OCLC 21342863.
مولر، اف. ماکس (1890-1892). Rig-Veda-Samhita: The Sacred Hymns of the Brahmans (ویرایش دوم). لندن: هنری فرود. 4 جلد
مولر، ماکس (1891). دین فیزیکی. سخنرانی های گیفورد لندن: Longmans, Green & Co. OCLC 1068602567.
مولر، ماکس (1892). دین انسان شناسی. سخنرانی های گیفورد لندن: Longmans, Green & Co. OCLC 470344671.
مولر، ماکس (1893). خاطرات. لندن: A.C. McClurg & Co. OCLC 679733299.
مولر، ماکس (1893). تئوسوفی. سخنرانی های گیفورد لندن: Longmans, Green & Co. OCLC 427662759.
مولر، ماکس (1897). کمک به علم اساطیر. جلد 2. لندن: Longmans، Green & Co.
مولر، ماکس (1898). Auld Lang Syne. London: Longmans, Green & Co. OCLC 934825847. 2 vols.
مولر، ماکس (1899). شش نظام فلسفه هند. نیویورک: Longmans, Green & Co. OCLC 458768755.
مولر، ماکس (1901). زندگی نامه من: یک قطعه. لندن و بمبئی: Longmans، Green & Co. OCLC 606296937.